# Correntes
Correntes est une municipalité brésilienne située dans l'État du Pernambouc.